# Asjha Jones
Asjha Takera Jones (* 1. August 1980 in Piscataway Township, New Jersey) ist eine ehemalige US-amerikanische Basketballspielerin. 

## Karriere
Vor ihrer professionellen Karriere in der WNBA spielte Jones von 1998 bis 2002 College-Basketball für die University of Connecticut. In den Jahren 2000 und 2002 gewann sie mit ihrem Team die NCAA Division I Basketball Championship.
Beim WNBA Draft 2002 wurde sie an 4. Stelle von den Washington Mystics ausgewählt, für die sie von 2002 bis 2003 spielte. Von 2004 bis 2012 stand sie im Kader der Connecticut Sun. In der Saison 2015 spielte sie für die Minnesota Lynx, mit denen sie die WNBA-Meisterschaft gewann.
Bei der Basketball-Weltmeisterschaft der Damen 2010 in Tschechien wurde sie mit der Damen-Basketballnationalmannschaft der Vereinigten Staaten Weltmeisterin. Bei den Olympischen Sommerspielen 2012 in London gewann Jones mit dem US-Team die olympische Goldmedaille. 
Jones ist damit neben Sue Bird, Swin Cash, Tamika Catchings, Cynthia Cooper, Brittney Griner, Maya Moore, Breanna Stewart, Sheryl Swoopes, Diana Taurasi und Kara Wolters eine von bislang nur elf Frauen, die sowohl die NCAA- und WNBA-Meisterschaft als auch den Weltmeistertitel und olympisches Gold gewonnen haben („Grand Slam des Frauenbasketballs“).